# Jamie Hector

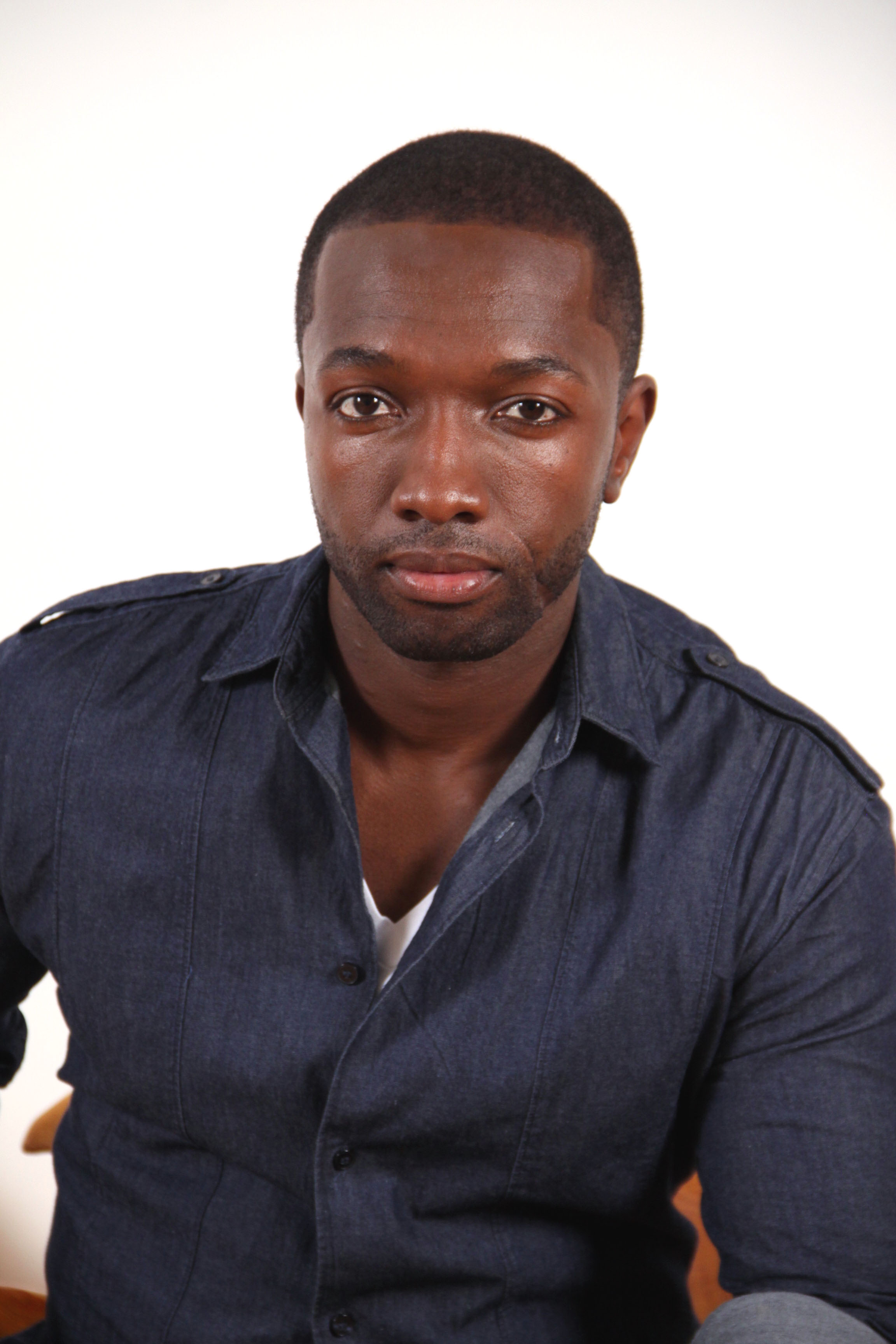
Jamie Hector (2012)

Jamie Hector (* 7. Oktober 1975 in New York City) ist ein US-amerikanischer Schauspieler mit haitianischen Wurzeln. Bekanntheit erlangte er vor allem durch seine Rollen in den Serien The Wire und Bosch.

## Leben und Karriere
Jamie Hector wurde 1975 im New Yorker Stadtteil Brooklyn als Sohn haitianischer Eltern geboren. Er begann direkt nach dem Abschluss der High School bei der Community Theatre Company vorzusprechen. Während seiner Zeit auf dem College konnte er bereits in einigen Serien in Gastrollen gebucht werden, darunter New York Undercover, Law & Order und Third Watch – Einsatz am Limit. Bereits 1998 war er mit seiner zweiten Rolle vor der Kamera in einem Film zu sehen, so übernahm er in Spike Lee’s Spiel des Lebens eine kleine Rolle. Nach dem Collegeabschluss studierte er am Lee Strasberg Theatre and Film Institute.
2002 war er im Gangsterfilm Die Straßen Harlems zu sehen. Auch in der Folge übernahm er in The Fast Live, Everyday People, Brooklyn Bound und Joy Road Filmnebenrollen. Im Jahr 2004 wurde er in der HBO-Serie The Wire in der Rolle des Drogenbosses Marlo Stanfield besetzt. Die Rolle spielte er bis 2008 in über 30 Episoden. Seine Figur wurde 2016 vom Rolling Stone Magazine auf Platz 2 der Besten Fernsehbösewichte aller Zeiten gesetzt.
Es folgten Gastrollen in Jericho – Der Anschlag und The Game. 2008 übernahm er als haitianischer Krimineller Lincoln Deneuf eine Nebenrolle im Film Max Payne. Von 2006 bis 2008 übernahm er als Benjamin 'Knox' Washington eine Nebenrolle in der Serie Heroes, parallel zu seiner Arbeit an The Wire.
2009 war er im Filmdrama Night Catches Us, an der Seite von Kerry Washington und Anthony Mackie in einer tragenden Rolle zu sehen. Anschließend beschränkten sich seine folgenden Filmauftritte vor allem auf Kurz- und Independentfilmen. Daneben trat er in Serien wie Mercy, Lie to Me, CSI: Miami, TRON: Der Aufstand, Person of Interest und Power. 2013 war Hector im US-amerikanisch-französischen Spielfilm Blood Ties als Nick zu sehen. 
Zwischen 2014 und 2017 gehörte er als Alonso Creem zur Besetzung der Dramaserie The Strain. Seit 2014 spielt er in der Prime-Video-Serie Bosch an der Seite von Titus Welliver die Rolle des Polizisten Jerry Edgar. Ebenfalls seit 2017 wirkt er als Devon Finch in der Serie Queen of the South mit. In der 2017 erschienen Filmbiografie All Eyez on Me stellte er Mutulu Shakur, den Stiefvater des durch Demetrius Shipp Jr. verkörperten Tupac Shakur, dar. 2019 übernahm er eine Nebenrolle in der Webserie Wu-Tang: An American Saga.
Neben seiner Schauspieltätigkeit leiht Hector auch immer wieder Figuren aus Videospielen seine Stimme. Seine Arbeiten umfassen The Warriors, Grand Theft Auto: Liberty City Stories, Halo: Reach oder Dishonored 2: Das Vermächtnis der Maske.

## Filmografie (Auswahl)
- 1997: New York Undercover (Fernsehserie, Episode 3x22)
- 1998: Spike Lee’s Spiel des Lebens (He Got Game)
- 1999: Ghost Dog – Der Weg des Samurai (Ghost Dog: The Way of the Samurai)
- 2000: The Beat (Fernsehserie, Episode 1x02)
- 2000: The Day the Ponies Come Back
- 2000: Law & Order (Fernsehserie, Episode 11x06)
- 2001: Prison Song
- 2001: Third Watch – Einsatz am Limit (Fernsehserie, Episode 2x22)
- 2002: Die Straßen Harlems (Paid in Full)
- 2003: Five Deep Breaths (Kurzfilm)
- 2003: The Fast Life
- 2004: Everyday People
- 2004: Brooklyn Bound
- 2004: Joy Road
- 2004–2008: The Wire (Fernsehserie, 32 Episoden)
- 2006–2008: Heroes (Fernsehserie, 11 Episoden)
- 2007: Blackout
- 2008: Jericho – Der Anschlag (Jericho, Fernsehserie, Episode 2x07)
- 2008: The Game (Fernsehserie, Episode 2x17)
- 2008: Max Payne
- 2008: Heroes: Hard Knox (Miniserie, 4 Episoden)
- 2009: Just Another Day
- 2009: Cold Case – Kein Opfer ist je vergessen (Cold Case, Fernsehserie, Episode 7x04)
- 2010: Night Catches Us
- 2010: The Gift
- 2010: Mercy (Fernsehserie, 2 Episoden)
- 2010: Lie to Me (Fernsehserie, Episode 3x01)
- 2011: CSI: Miami (Fernsehserie, Episode 9x16)
- 2012: Common Law (Fernsehserie, Episode 1x11)
- 2012: A Feelin from Within
- 2012: TRON: Der Aufstand (TRON: Uprising, Fernsehserie, Episode 1x14)
- 2012: Life, Love, Soul
- 2013: Blood Ties
- 2013: Habeas Corpus (Kurzfilm)
- 2014: Secrets of the Magic City
- 2014–2015: Person of Interest (Fernsehserie, 4 Episoden)
- 2014–2015: Power (Fernsehserie, 5 Episoden)
- 2014–2017: The Strain (Fernsehserie, 10 Episoden)
- 2015: A Year and Change
- 2014–2021: Bosch (Fernsehserie)
- 2016: Quarry (Fernsehserie, 2 Episoden)
- 2017: All Eyez on Me
- 2017–2021: Queen of the South (Fernsehserie, 14 Episoden)
- 2018: Unsolved (Fernsehserie, Episode 1x01)
- 2018: Doubting Thomas
- 2018: Canal Street
- 2019: Wu-Tang: An American Saga (Fernsehserie, 4 Episoden)
- 2020: Prodigal Son – Der Mörder in Dir (Prodigal Son, Fernsehserie, Episode 1x20)
- 2020: 16 Bars
- 2022: We Own This City (Miniserie, 6 Episoden)
- 2022–2023: Bosch: Legacy (Fernsehserie, 3 Episoden)

## Sonstiges
Während seiner Zeit bei der Theaterfirma Tomorrow’s Future gründete Hector die Non-Profit-Organisation Moving Mountains in Brooklyn, die jungen Menschen den Einstieg in die Welt der Bühnen- und Filmdarstellung ebnen soll. Bereits zu Beginn seiner Karriere nahm er tagsüber Schauspielunterricht am William Esper Studio und gab das Gelernte abends an junge Menschen weiter.
Nach dem verheerenden Erdbeben auf Haiti im Jahr 2010 sammelte er Spendengelder für die Menschen in seiner Heimat.
Hector ist mit Jennifer Amilia verheiratet. Über seine linke Wange verläuft eine deutlich sichtbare Narbe.